# Обсерваторія Безводівка

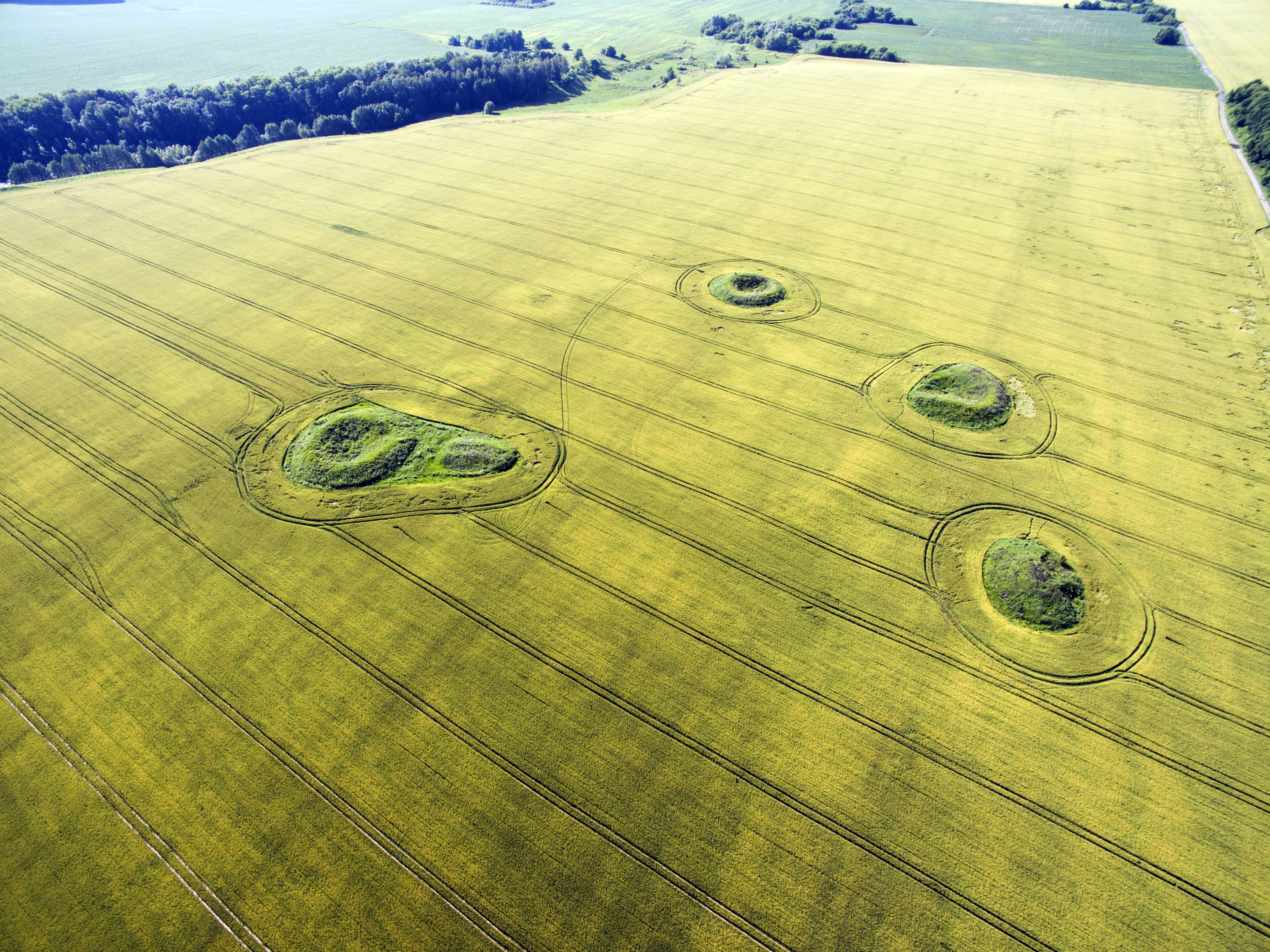

Обсерваторія Безводівка - курганно-астрономічний комплекс, до складу якого, входить понад 35 курганів. Пригоризонтна обсерваторія III-ІІ тис. до н. е. Кургани-візири розміщені з дотриманням математичних пропорцій, а також, дозволяють визначати астрономічно важливі події сонцестояння та рівнодення. Окрім того, деякі кургани Безводівки є візирами для визначення астрономічних подій пов'язаних з Місяцем. Таке сприйняття звичайних курганів (місць поховань давніх насельників краю від доби енеоліту до середньовіччя) та майданів (курганів, що їх було деформовано селітроварильниками XVII-XVIII ст.) категорично заперечується професійними археологами та астрономами.

## Загальний опис
В одному кілометрі на північ від села Безводівка знаходиться однойменний археологічний комплекс. Чотири насипи розташовані по колу з діаметром 185 м. Комплекс знаходиться на висоті 170 м над рівнем моря на плато, вододілі річок Іченька, Безводівка та одного з витоків річки Смош. Центральне коло близніж візирів мало 6 земляних насипів (до сьогоні збереглися 4). В центрі був курган висотою 4,5 метри, який був робочим місцем спостерігача. З центрального кургану проводилися всі спостереження за рухом небесних всітил по горизонту впродовж року. На різних відстанях від 800 до 4000 метрів від спостерігача розміщені дальні візири (понад 20 курганів). Дальні візири розміщені на азимутах, які повторюють азимути ближніх візирів центрального кола. 

## Історія відкриття
В 2015 році дослідник Олександр Кликавка відкрив астрономічну функцію курганного комплексу Безводівка. Свою теорію прадавньої обсерваторії він обґрунтував у численних публікаціях в журналах та статтях на  сайті [Архівовано 12 серпня 2020 у Wayback Machine.] проекту. У 2016 році документальний фільм Олександра Кликавки "Пригоризонтна обсерваторія Безводівка" взяв участь в 27-му міжнародному фестивалі документального кіно в місті Роверетто, Італія. У 2019 році першовідкривач астрономічного комплексу видав книгу "Шлях до Сонця". 

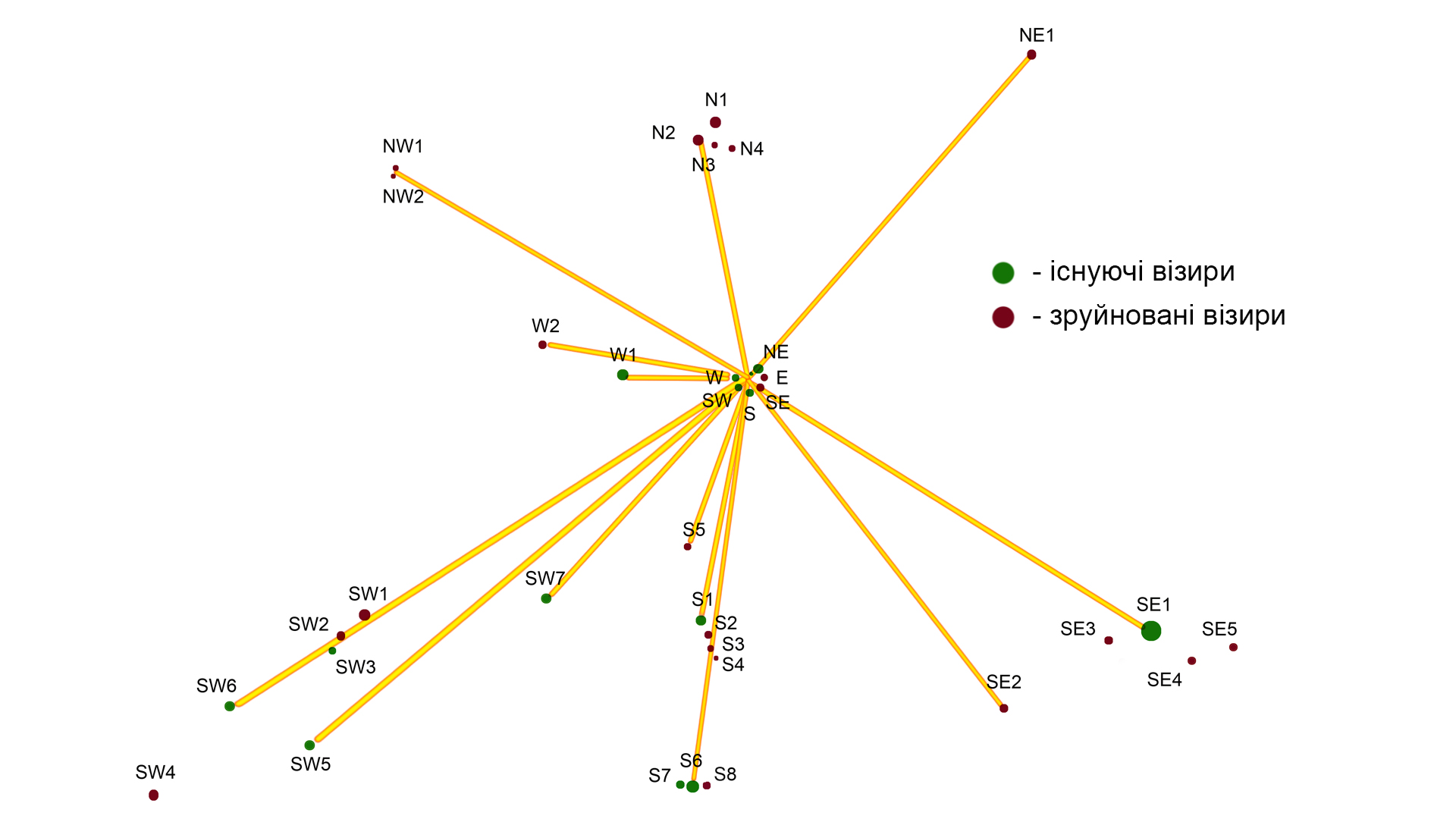

20 травня 2016 року голова Чернігівської облдержадміністрації Валерій Куліч згідно Закону України «Про перейменування об’єктів топоніміки у населених пунктах області»  підписав розпорядженням про перейменування в с. Безводівка (Ічнянський район) вул. Крупської на вул. Обсерваторна.